# Evangelisch Lutherse Kerk in Suriname
De Evangelisch Lutherse Kerk in Suriname (ELKS) is een Surinaams protestants-luthers kerkgenootschap. De kerk is sinds 1979 aangesloten bij de Lutherse Wereldfederatie (Duits: Lutherischer Weltbund) met het hoofdkwartier in Genève in Zwitserland.
Het Evangelisch Luthers kerkgenootschap werd in 1741 toegelaten tot Suriname om te voorzien in de geestelijke verzorging van de veelal verarmde Duitse landverhuizers die in die periode naar Suriname werden gehaald als ambachtslieden, hoveniers, mijnwerkers en soldaten. Veel van die blanke jongemannen stichtten gezinnen met vrije creoolse en indiaanse meisjes, waarvan de kinderen meestal luthers werden gedoopt. Daardoor stond de Lutherse kerk bekend als 'kleurlingenkerk' en 'armeluiskerk'. De slaven op de plantages werden door de vroege Lutherse kerk niet bereikt.
De Lutherse kerk telt volgens de volkstelling van 2012 2.811 gelovigen Volgens de Lutherse Wereldfederatie zouden er rond de vierduizend lidmaten zijn.
De volgende kerken zijn bij de ELKS aangesloten:
- Maarten Lutherkerk, Paramaribo
- Bethlehemkerk, Zorg en Hoop, Paramaribo
- Gemeenschap van Hoop, Paramaribo
- Eben Haezerkerk, Verenigde Protestantse Gemeente, Nickerie